# Samuel Perche
Samuel Perche est un comédien français né en 1979. Il se fait connaitre dans la série télévisée La Vie devant nous diffusé sur TF1 à partir de 2000.

## Biographie
Après avoir passé son bac et s'être inscrit à la fac intègre une compagnie de théâtre à Rennes. En 2000, il arrive à Paris et joue au théâtre dans Le Squat au côté de Marthe Mercadier et de Claude Gensac. Il est crédité pour la première fois au cinéma la même année dans Marie-Line et La Confusion des genres. Enfin il s'illustre dans la série télévisée La Vie devant nous.
En 2010, il s'entraîne physiquement pour obtenir le rôle d'Olivier dans Un cœur en herbe.
En 2013, il décide d'arrêter sa carrière d'acteur pour devenir artiste plasticien.

## Filmographie

### Long métrage
- 2000 : Marie-Line, Mehdi Charef : jeune parking 1
- 2000 : La Confusion des genres : jeune adonis
- 2011 : La Permission de minuit de Delphine Gleize : homme dominos

### Court métrage
- 2001 : La Chambre des parents 1 : un ex-amour  de Pascale Breton : un ex-amour
- 2003 : Au noir de Ronan Le Page : Benjamin
- 2004 : Super Mal de Michel Olives
- 2005 : Vacarme de Arnauld Visinet : le garçon

### Télévision
- 2000 à 2002 : La Vie devant nous (52 épisodes), Stéphane Keller, Vincenzo Marano : Il interprète Constant de Courbel qui découvre son homosexualité après quelques histoires sans suite avec quelques filles, il est également le frère de Stanislas (Stan).
- 2004 : Boulevard du Palais (1 épisode, Rêve d'Afrique) de Laurent Carceles : Léo Diaz
- 2006 : Sous le soleil (saison 11 épisode  43 "le secret de la confession") : L’architecte
- Romy de Torsten C. Fisher
- 2011 : Le Jour où tout a basculé (épisode B42, Un boxeur pas comme les autres), Pierre-François Brodin : Freddy, boxeur professionnel

## Théâtre

### Rôle
- Cité des Oiseaux de Bernard Chartreux, mise en scène par Bruno Geslin et Dany Simon
- Roméo et Juliette de William Shakespeare, mise en scène par Véronique Durupt
- 2002 : Le Squat de Jean-Marie Chevret, mise en scène par Jean-Pierre Dravel et O. Mace
- 2010 : Un cœur en herbe de Christophe Botti mise en scène par Stéphane Botti et Christophe Botti : Olivier

### Mise en scène
- Pierre Molinier, Mes jambes si vous saviez quelle fumée (Création de Bruno Geslin avec la collaboration de Samuel Perche)

### Scénario
- Just Be de Samuel Perche et Stéphane Navarro, pièce qui parle de l’identité et de la liberté sexuelle[1].

## Distinctions
- Prix Talents Cannes Adami en 2001 pour son rôle dans le court métrage La Chambre des parents